# Gays (Illinois)
Gays es una villa ubicada en el condado de Moultrie en el estado estadounidense de Illinois. En el Censo de 2010 tenía una población de 281 habitantes y una densidad poblacional de 266,57 personas por km².

## Geografía
Según la Oficina del Censo de los Estados Unidos, Gays tiene una superficie total de 1.05 km², de la cual 1.05 km² corresponden a tierra firme y (0%) 0 km² es agua.

## Demografía
Según el censo de 2010, había 281 personas residiendo en Gays. La densidad de población era de 266,57 hab./km². De los 281 habitantes, Gays estaba compuesto por el 98.22% blancos, el 0% eran afroamericanos, el 1.07% eran amerindios, el 0% eran asiáticos, el 0% eran isleños del Pacífico, el 0% eran de otras razas y el 0.71% pertenecían a dos o más razas. Del total de la población el 0% eran hispanos o latinos de cualquier raza.